# Plaatsvormende onderneming
Een plaatsvormende onderneming of stadsvormende onderneming (Russisch: градообразующее предприятие; gradoobrazoejoesjtsjeje predpriejatieje) is in het taalgebruik van Rusland en een aantal andere voormalige sovjetlanden waar Russisch wordt gesproken de benaming voor een productiebedrijf waarin een aanzienlijk deel (25% of meer) of zelfs het grootste deel van de bevolking van een plaats werkzaam is en dat daardoor een belangrijke factor vormt als werkgever voor de bevolking, in het onderhoud van de (technologische) infrastructuur en maatschappelijke (sociaal-gemeentelijke) functies. Plaatsen waarvoor dit geldt worden ook wel Monogorod (Моногород; "monostad") genoemd.
Volgens een artikel in de Kommersant was 30 tot 40 procent van de steden en stedelijke nederzettingen in de centraal geleide economie van de Sovjet-Unie opgezet rond een bedrijf.
Een eenduidige definitie ontbreekt echter; een Russische wet uit 1994 (nr. 1001) definieert het als een bedrijf waar ten minste 30% van de beroepsbevolking werkzaam is of een bedrijf dat gemeentelijke voorzieningen en infrastructuur op de balans heeft staan die betrekking hebben op ten minste 30% van de bevolking van de plaats. Een Russische faillissementswet uit 1998 stelt echter weer dat het om bedrijven gaat waar ten minste 50% van de hele bevolking (werknemers + leden van hun gezin) van afhankelijk is.
Steden in de Sovjet-Unie werden vaak letterlijk uit de grond gestampt rondom een bedrijf, bijvoorbeeld Norilsk (Nornikel), Mirny (ALROSA) en Magnitogorsk (MMK). Dergelijke bedrijven bestonden echter ook al ten tijde van Peter de Grote, toen op veel plekken zoals bij Toela en in het Oeralgebied (bijvoorbeeld Nizjni Tagil en Irbit) op grote schaal werd begonnen met de delving van ertsen met de grootschalige inzet van kroonlijfeigenen. Met de Tweede Wereldoorlog werden sommige steden ten oosten van de Oeral overspoeld met (in opdracht van Stalin) complete geëvacueerde fabrieken uit gebieden aan het front, fabrieken die vanaf dat moment de kern van een plaats gingen vormen (bijvoorbeeld "tankograd" Tsjeljabinsk en Sjadrinsk). Later werden in vele kleine en middelgrote steden nieuwe grote fabrieken gebouwd (in plaats van oude te moderniseren) die zorgden voor een grote groei van de bevolking. Ook ontstonden gesloten steden, waar enkel mensen mochten wonen die werkzaam waren voor een groot defensiebedrijf, kerncentrale of daarmee verband hielden; Akademgorodoks waar alleen mensen uit de wetenschap woonden; en steden gericht op de ruimtevaart (zoals Zelenograd en Bajkonoer).
Het concept is tegenwoordig met name als negatief aspect van belang. In de jaren 1990 kwamen met de perestrojka en ermee gepaard gaande privatiseringen duizenden van dergelijke bedrijven in de problemen en daarmee de werknemers ervan. Honderdduizenden verloren hun baan en een groot aantal monogorods werden van overheidswege opgeheven ("geliquideerd"; bijvoorbeeld afgelegen mijnbouwplaatsen als Valkoemej, Chalmer-Joe en Kadyktsjan) of verloren soms tot wel 90% van hun bevolking. Tegenwoordig wordt steeds vaker geprobeerd om plaatsen minder afhankelijker te maken van een enkel bedrijf, bijvoorbeeld omdat een bedrijf dat stedelijke voorzieningen moet onderhouden een concurrentienadeel heeft ten opzichte van andere bedrijven, om in het geval van economische crises beter voorbereid te zijn (de overheid droeg in de jaren 1990 veelal de kosten van het verplaatsen van miljoenen mensen uit plaatsen met onrendabele ondernemingen en er ontstond op een aantal plekken sociale onrust).
Rusland telde begin 21e eeuw 332 stedelijke nederzettingen en 467 steden die als monogorod kunnen worden geclassificeerd, waarin ongeveer 25% van de stedelijke bevolking ofwel 25 miljoen mensen wonen. De faillissementswet van Wit-Rusland uit 2004 beschouwt bedrijven waar 25% van de omzet van een plaats wordt gegenereerd als plaatsvormende ondernemingen.